# 凱西·史丹格爾
查爾斯·迪昂·「凱西」·史丹格爾（英語：Charles Dillon "Casey" Stengel，1890年7月30日—1975年9月29日），為美國職棒大聯盟的右外野手與總教練，生涯曾效力於道奇、海盜、費城人、巨人與勇士等隊。他也是洋基在1950年代的總教練，期間數次幫助洋基奪得多次世界大賽冠軍。他在1966年入選美國棒球名人堂。

## 職業生涯
1912年9月17日，史丹格爾登上大聯盟。他在初登場就敲出4支安打，並上演2次盜壘成功，還打回2次超前分打點。整季他繳出3成16的打擊率，不過他對左打的打擊率僅有2成50。
1913年，史丹格爾成為球隊的先發中外野手。他是史上第一位在艾貝茲球場開轟的球員，而且這是一支場內全壘打。該年他繳出2成72的打擊率，並敲出7轟。1914年，他繳出3成16的打擊率，球隊也只差四場比賽就能達到五成勝率，寫下當時球隊最佳戰績。1915年，陷入低潮的史丹格爾僅繳出2成37的打擊率。隔年他的打擊率為2成79，還敲出8轟。球隊在這年成功闖進世界大賽，他在世界大賽繳出3成64的打擊率，但球隊最終1勝4敗輸給紅襪。1917年，史丹格爾的打擊率掉到城57。球隊也在隔年初將他和George Cutshaw交易到海盜，換來柏雷·葛萊姆斯、Al Mamaux和Chuck Ward。
1918年6月3日，史丹格爾曾在比賽中和主審起衝突，甚至還當眾脫衣，最後被驅逐出場加上罰錢禁賽。後來一戰爆發，史丹格爾編列入伍。1919年，史丹格爾的先發中外野手位置已經被Billy Southworth取代，那年他繳出2成93的打擊率，並敲出4轟。1920年，海盜將史丹格爾交易到費城人，換來Possum Whitted。該年他繳出2成92的打擊率，並敲出9轟。1921年，史丹格爾因傷減少出賽場次。6月30日，費城人將史丹格爾、Red Causey和Johnny Rawlings交易到巨人，換來Lee King、Goldie Rapp和Lance Richbourg。
到了巨人後，史丹格爾主要以代打身分上場。1921年世界大賽，巨人整個系列賽只使用了13個選手，史丹格爾完全沒有上場機會。隔年他繳出3成68的打擊率，他在1922年世界大賽第一場敲出一支安打，不過後來右腿受傷退場，之後便沒有再上場。巨人在這兩年都擊敗洋基奪冠。
1923年世界大賽第一場，這是洋基體育場的第一場世界大賽。史丹格爾在這場比賽9局上敲出安打，而他忍著腳傷成功跑出場內全壘打，幫助巨人5比4贏下首戰。不過最後巨人2勝4敗輸給洋基，洋基奪得隊史首冠。球季結束後，巨人將史丹格爾、Bill Cunningham和戴夫·班克羅夫特交易到勇士，換來Joe Oeschger和Billy Southworth。1924年，他繳出2成80的打擊率，並上演13次盜壘成功，但球隊位居聯盟墊底。
1925年，史丹格爾的打擊率僅有0成77，最後他在這年卸下球員戰袍，並在小聯盟打球兼任總教練到1931年球季結束。

## 執教生涯

### 執教初期
1932年，道奇總教練麥克斯·卡瑞—同時也是史丹格爾的前隊友，邀請史丹格爾擔任一壘指導教練。1934年，史丹格爾成為了道奇的總教練。不過他在道奇的執教成績很差，最後在1936年世界大賽期間被解雇。1937年，他獲得勇士的邀請擔任總教練一職。在勇士擔任5年總教練期間，勇士沒有一次的戰績高於聯盟第四。
1943年球季開打前，史丹格爾在上班途中發生車禍，導致他腿部骨折。他缺席了開季前兩個月的比賽，這也致使他未來走路都一跛一跛。球季結束後，史丹格爾未獲球隊續約。隨後他在小聯盟執教了5年。

### 洋基王朝
1948年，洋基拿下美聯第三，總教練Bucky Harris被球隊解雇。後來洋基聘請史丹格爾擔任總教練，讓所有人相當意外，因為史丹格爾以前帶隊成績並不佳，讓人懷疑史丹格爾是否能夠帶領洋基重返榮耀。
帶隊的第一年，史丹格爾就面臨了一項棘手的問題，主力外野手喬·迪馬喬因骨刺確定缺席開季。史丹格爾採用讓右打面對左投的策略，啟用了大量替補選手輪替。後來迪馬喬在6月底回歸，前3場比賽就敲出4轟，幫助洋基橫掃紅襪。然而球隊依舊面臨諸多球員傷病問題，因此史丹格爾在季中交易強尼·麥茲來到洋基。最後洋基在球季末打敗紅襪，拿下美聯冠軍，進軍世界大賽。最後洋基在世界大賽以4勝1敗打敗道奇，拿下世界大賽冠軍，也是史丹格爾執教的第一冠。
1950年，迪馬喬開始衰退，但史丹格爾讓迪馬喬改守一壘，繼續延續他的職棒生涯。最後他們在9月成功超越老虎，闖進世界大賽，並橫掃了由一群年輕的「驚奇小子」領軍的費城人。1951年，新人米奇·曼托登上大聯盟，準備接上迪馬喬的位置。最後洋基連續三年拿下美聯冠軍，晉級世界大賽。
他們在世界大賽對上巨人，他們剛靠著巴比·湯森在國聯加賽敲出驚天動地的再見轟闖進世界大賽。最後史丹格爾在第六場，球隊僅以一分領先時，大膽啟用小將Bob Kuzava，最後Kuzava成功拿下救援成功，洋基奪得三連霸。
1952年，洋基開季打得普普通通。不過他在球季末最後19場比賽贏了15場，再度拿下美聯冠軍。他們在冠軍賽上遭遇眾星雲集的道奇，兩隊前四場打完各拿2勝。第五場道奇靠著卡爾·厄爾斯金的11局完投拿下勝利，不過洋基後來連續贏下兩場比賽，完成世界大賽四連霸。
1953年6月，洋基拿下18連勝。他們再度於世界大賽上和道奇交鋒，這次他們只花了6場比賽就拿下冠軍，完成史無前例的世界大賽五連霸。

### 連霸之後
1954年，洋基拿下103勝，但是印地安人這年硬是拿下111勝，擠下洋基闖進世界大賽。1955年，洋基在世界大賽上輸給道奇，這也是史丹格爾執教洋基以來首次在世界大賽上失利。1956年，洋基相當順利的拿下美聯冠軍。在世界大賽上，唐·拉森投出世界大賽唯一一場完全比賽，Johnny Kucks在第七場上演9局3安打的完投完封勝。
1957年5月16日，洋基球員在夜店爆發衝突。這起事件也讓洋基管理層失去了對比利·馬丁的耐心，後來洋基將馬丁交易到運動家。史丹格爾原本與馬丁交情不錯，但自此以後兩人便鮮有交集。後來洋基在世界大賽上被勇士的路·波戴特給封鎖，輸掉了世界大賽。1958年，洋基與勇士再度在世界大賽上碰頭。不過這次洋基靠著鮑伯·托利的強勢表現力挽狂瀾，1勝3敗下連拿3勝逆轉奪冠。
1959年，洋基只拿下79勝75敗，是1925年以來的最差戰績。1960年，洋基交易來羅傑·馬里斯。馬里斯這年拿下美聯MVP，幫助洋基打進世界大賽。在世界大賽上，史丹格爾推出單季15勝的Art Ditmar先發，結果他在第一場就被海盜打爆吞敗，第5場先發也一樣吞下敗投。洋基靠著懷堤·福特將比賽打到第七場，最後海盜的比爾·馬澤羅斯基敲出再見全壘打，洋基再度與冠軍失之交臂。
世界大賽的挫敗，加上也已經70歲，洋基最後在球季結束後沒有和史丹格爾續約。

### 執教晚期
1962年，新成立的大都會邀請史丹格爾作為他們隊史第一任總教練。雖說史丹格爾帶兵經驗豐富，但新球隊球員需要磨合，加上陣容還不夠完整，因此第一年大都會僅拿下40勝120敗，是20世紀大聯盟最差戰績。
1963年，大都會拿下51勝111敗，不過他們在6月20日對上洋基以6比2贏球。1964年，球隊拿下53勝109敗。球迷開始對球隊頻繁輸球感到不滿，史丹格爾更被拍到在比賽中打瞌睡。許多球評都認為這位老教練應該要宣布退休。
1965年7月25日，史丹格爾從吧檯椅上摔下來，摔斷了他的臀部。最後他在8月30日宣布辭職，結束了他傳奇的執教生涯。

## 晚年
1965年史丹格爾退休後，大都會在同年9月2日退休他的37號球衣。1970年，洋基在舉辦歷史球員日時也將史丹格爾的37號球衣退休。
他的太太在1971年罹患阿茲海默症，兩年後又得了中風。而史丹格爾在晚年也開始出現失智症狀，最後史丹格爾在1975年去世，享壽85歲。他的太太則於1978年去世。

## 生涯打擊成績
| 出賽次數 | 打席 | 打數 | 得分 | 安打 | 二安 | 三安 | 全壘打 | 打點 | 盜壘 | 保送 | 三振 | 打擊率 | 上壘率 | 長打率 | OPS  |
| -------- | ---- | ---- | ---- | ---- | ---- | ---- | ------ | ---- | ---- | ---- | ---- | ------ | ------ | ------ | ---- |
| 1151     | 4905 | 3930 | 595  | 1139 | 213  | 30   | 48     | 570  | 46   | 904  | 261  | .290   | .424   | .396   | .820 |

## 執教成績

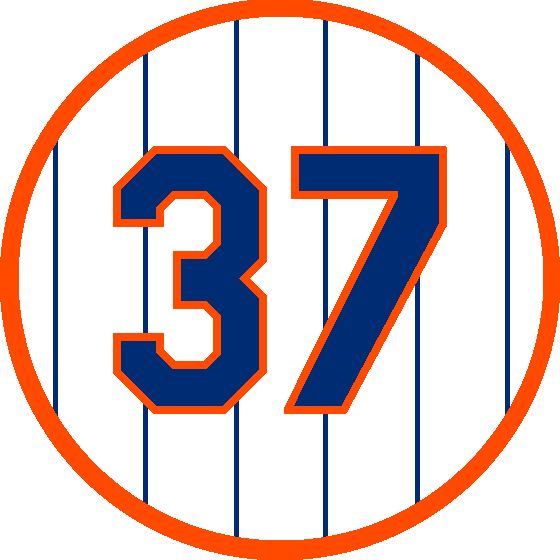
1965年，大都會隊將史丹格爾的37號球衣退休。

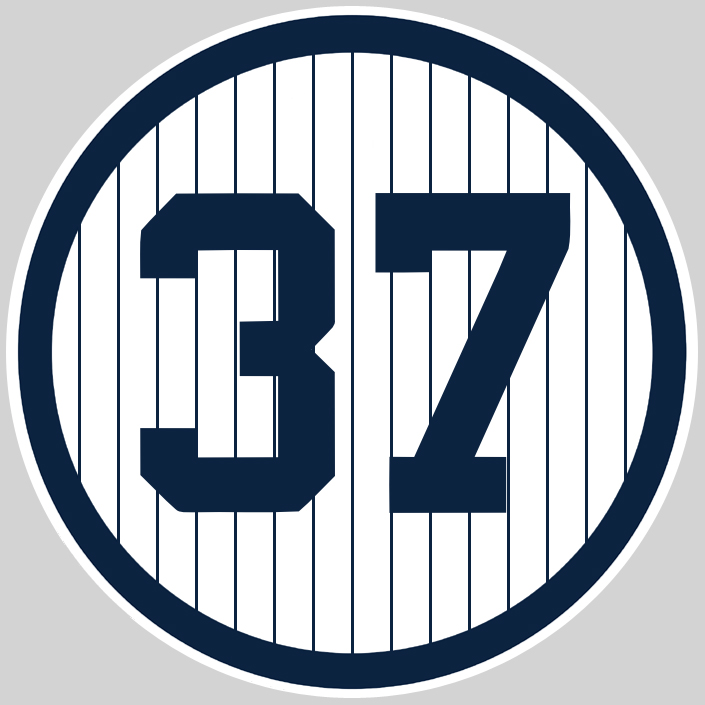
1970年，洋基隊將史丹格爾的37號球衣退休。

| 球隊       | 年度       | 例行賽 | 例行賽 | 例行賽 | 例行賽 | 例行賽   | 季後賽 | 季後賽 | 季後賽 | 季後賽                |
| 球隊       | 年度       | 場次   | 勝     | 敗     | 勝率   | 排名     | 勝     | 敗     | 勝率   | 結果                  |
| ---------- | ---------- | ------ | ------ | ------ | ------ | -------- | ------ | ------ | ------ | --------------------- |
| 道奇       | 1934年     | 152    | 71     | 81     | .467   | 國聯第6  | –      | –      | –      | –                     |
| 道奇       | 1935年     | 153    | 70     | 83     | .458   | 國聯第5  | –      | –      | –      | –                     |
| 道奇       | 1936年     | 154    | 67     | 87     | .435   | 國聯第7  | –      | –      | –      | –                     |
| 道奇合計   | 道奇合計   | 459    | 208    | 251    | .524   |          | 0      | 0      | –      |                       |
| 勇士       | 1938年     | 152    | 77     | 75     | .507   | 國聯第5  | –      | –      | –      | –                     |
| 勇士       | 1939年     | 151    | 63     | 88     | .417   | 國聯第7  | –      | –      | –      | –                     |
| 勇士       | 1940年     | 152    | 65     | 87     | .428   | 國聯第7  | –      | –      | –      | –                     |
| 勇士       | 1941年     | 154    | 62     | 92     | .403   | 國聯第7  | –      | –      | –      | –                     |
| 勇士       | 1942年     | 148    | 59     | 89     | .399   | 國聯第7  | –      | –      | –      | –                     |
|            |            |        |        |        |        |          |        |        |        |                       |
| 勇士       | 1943年     | 107    | 47     | 60     | .439   | 國聯第6  | –      | –      | –      | –                     |
| 勇士合計   | 勇士合計   | 864    | 373    | 491    | .524   |          | 0      | 0      | –      |                       |
| 洋基       | 1949年     | 154    | 97     | 57     | .611   | 美聯第1  | 4      | 1      | .800   | 贏得世界大賽 (道奇)   |
| 洋基       | 1950年     | 154    | 98     | 56     | .636   | 美聯第1  | 4      | 0      | 1.000  | 贏得世界大賽 (費城人) |
| 洋基       | 1951年     | 154    | 98     | 56     | .636   | 美聯第1  | 4      | 2      | .667   | 贏得世界大賽 (巨人)   |
| 洋基       | 1952年     | 154    | 95     | 59     | .617   | 美聯第1  | 4      | 3      | .571   | 贏得世界大賽 (道奇)   |
| 洋基       | 1953年     | 151    | 99     | 52     | .656   | 美聯第1  | 4      | 2      | .667   | 贏得世界大賽 (道奇)   |
| 洋基       | 1954年     | 154    | 103    | 51     | .669   | 美聯第2  | –      | –      | –      | –                     |
| 洋基       | 1955年     | 154    | 96     | 58     | .623   | 美聯第1  | 3      | 4      | .429   | 輸掉世界大賽 (道奇)   |
| 洋基       | 1956年     | 154    | 97     | 57     | .630   | 美聯第1  | 4      | 3      | .571   | 贏得世界大賽 (道奇)   |
| 洋基       | 1957年     | 154    | 98     | 56     | .636   | 美聯第1  | 3      | 4      | .429   | 輸掉世界大賽 (勇士)   |
| 洋基       | 1958年     | 154    | 92     | 62     | .597   | 美聯第1  | 4      | 3      | .571   | 贏得世界大賽 (勇士)   |
| 洋基       | 1959年     | 154    | 79     | 75     | .513   | 美聯第3  | –      | –      | –      | –                     |
| 洋基       | 1960年     | 154    | 97     | 57     | .630   | 美聯第1  | 3      | 4      | .429   | 輸掉世界大賽 (海盜)   |
| 洋基合計   | 洋基合計   | 1845   | 1149   | 696    | .623   |          | 37     | 26     | .587   |                       |
| 大都會     | 1962年     | 160    | 40     | 120    | .250   | 國聯第10 | –      | –      | –      | –                     |
| 大都會     | 1963年     | 162    | 51     | 111    | .315   | 國聯第10 | –      | –      | –      | –                     |
| 大都會     | 1964年     | 162    | 53     | 109    | .340   | 國聯第10 | –      | –      | –      | –                     |
| 大都會     | 1965年     | 95     | 62     | 92     | .403   | 退休     | –      | –      | –      | –                     |
| 大都會合計 | 大都會合計 | 579    | 175    | 404    | .302   |          | 0      | 0      | –      |                       |
| 總計       | 總計       | 3747   | 1905   | 1842   | .508   |          | 37     | 26     | .587   |                       |

## 外部連結
- 球員資訊和成績在MLB ，ESPN ，Retrosheet ，Baseball Reference ，Baseball Reference (Minors) ，Fangraphs ，The Baseball Cube （英文）
- 凱西·史丹格爾在台灣棒球維基館上的頁面（繁體中文）